# Indiothauma jonesi
Indiothauma jonesi är en mångfotingart som beskrevs av Karl Wilhelm Verhoeff 1938. Indiothauma jonesi ingår i släktet Indiothauma och familjen Harpagophoridae. Inga underarter finns listade i Catalogue of Life.